# Palazzo della Cultura (Iași)
Il Palazzo della Cultura (in romeno Palatul Culturii) è un maestoso edificio situato nel centro della città di Iași nella Moldavia rumena, inaugurato nel 1926 durante il regno di Ferdinando dopo un lavoro di costruzione durato 20 anni.

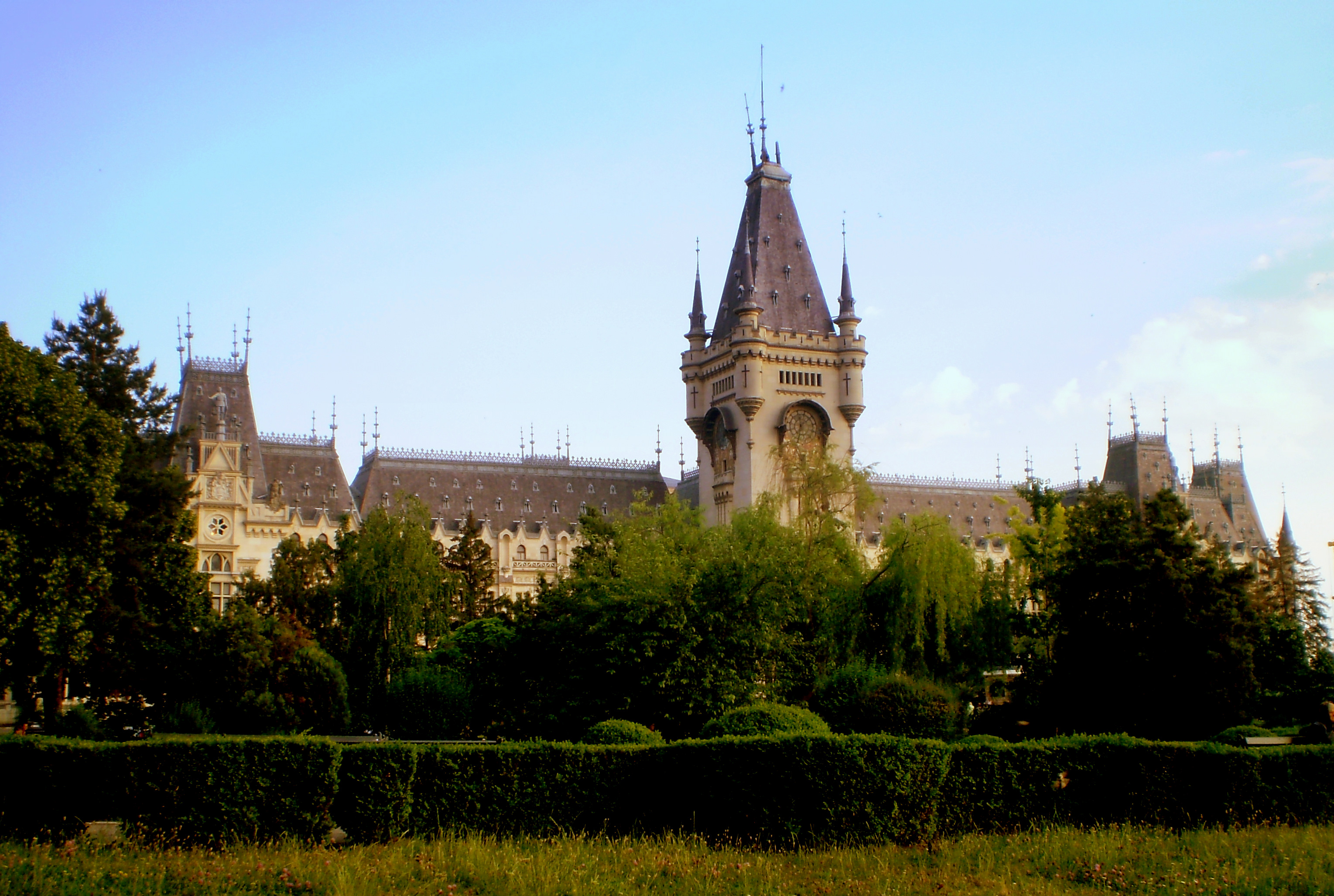
Palazzo della Cultura

Fu realizzato da un progetto dell'architetto I. D. Berendei in un luogo dove sorgeva un altro edificio di stile neoclassico voluto dal principe Alexandru Moruzi negli anni 1806-1812, ma che un incendio alla fine del '800 distrusse e che era un riadattamento su di un altro palazzo signorile molto più antico (1434 circa).
Lo stile del palazzo attuale è il neogotico fiammeggiante.
Si dice che il palazzo avrebbe dovuto avere 365 stanze, ma ne possiede 298 con una superficie di circa 36.000 m2, una facciata vetrata da 92 finestre disposte su due piani e in cima una fila di 36 finestrelle ogivali. Al centro della facciata una torre con installato un orologio con carillon e otto campane.
Fino al 1955 è stato sede del Tribunale Distrettuale ed ha anche ospitato, avendo attraversato due guerre mondiali in particolare con la Seconda, il quartier generale della Wehrmacht, l'esercito tedesco, e poi di quelle sovietiche.
Oggi il Palazzo della Cultura è il simbolo proprio della città, espressione del movimento culturale che traspira questa che alcuni considerano la capitale rumena della cultura.
Infatti è sede del Complesso Museale Nazionale "Moldova" di Iași e comprende:
- Museo d'Arte con oltre 8000 dipinti. È la più grande collezione della Romania, un patrimonio universale con dipinti di Caravaggio, Paolo Veronese, Pietro Liberi, Carlo Dolci, Salvator Rosa, Francesco Solimena, Bartolomé Esteban Murillo, Antoon van Dyck, Jan Both, Bartholomeus van der Helst, Egbert van Heemskerk II, Nicolas Poussin, Philippe de Champaigne, Eustache Le Sueur, Guillaume Coustou, François Boucher e molti altri
- Museo di Storia della Moldavia con più di 35.000 oggetti storici antichi della cultura locale
- Museo Etnografico della Moldavia
- Museo di Scienze e Tecnologie "Ştefan Procopiu"
- Biblioteca Comunale "Gheorghe Asachi" ospitata nell'ala Nord-Est del palazzo.